# Willow Smith
Willow Smith, née le 31 octobre 2000 à Los Angeles en Californie, est une chanteuse et actrice américaine.
Elle est la fille de Will et Jada Pinkett Smith, et la sœur de Trey et Jaden Smith.
En 2010, elle commence sa carrière de chanteuse en sortant son premier single, Whip My Hair qui rencontre le succès et dont les paroles ont été écrites par Janae Rockwell et Ronald Jackson. Elle signe, dans un premier temps, sur le label Roc Nation de Jay-Z et rejoint ensuite le label Interscope Records puis Polydor.

## Biographie

### Enfance et débuts précoces (années 2000)
Willow Smith naît le 31 octobre 2000 à Los Angeles. Fille de l'acteur américain Will Smith et de l'actrice Jada Pinkett Smith, elle est la dernière de la famille.
Elle a deux frères, Jaden Smith et Trey Smith qui sont également acteurs. Willow et ses frères sont les jeunes ambassadeurs pour Project Zambia, une association fournissant de l'aide aux enfants zambiens dont l'entourage a été victime du SIDA.
Willow commence sa carrière cinématographique aux côtés de son père dans le film Je suis une légende. Son second film, Kit Kittredge: An American Girl, est sorti le 2 juillet 2008.

### Débuts musicaux et révélation
En janvier 2010, Will Smith annonce qu'il a prévu de produire le remake du célèbre comic Little Orphan Annie, dans lequel Willow aura le rôle principal. C'est finalement l'actrice Quvenzhané Wallis qui obtient le rôle.
En juin 2010, lors d'une entrevue accordée dans l'émission télévisée Lopez Tonight, sa mère annonce que sa fille enregistrera un premier album. Willow a annoncé peu de temps après cet entretien son single suivant, 21st Century Girl. Elle chante sa chanson Whip My Hair pour la première fois sur le plateau de The Ellen Show, single qui est sorti le lendemain de cette performance.
Elle fait la première partie de la tournée européenne de Justin Bieber du 4 mars au 11 avril 2011. Elle y interprète chaque soir trois de ses chansons, Whip My Hair, Rockstar et 21st Century Girl.
Son cinquième single, Summer Fling est disponible en visionnement sur YouTube depuis le 6 juillet 2013. Il a déjà été visionné plus de 2 millions de fois. En septembre 2014 Willow interprète sa chanson Summer Fling sur le plateau du Queen Latifah Show.
Willow s'est créé un compte SoundCloud où elle a posté plusieurs musiques comme : 5 en duo avec son frère Jaden Smith, Drowning en duo avec Mecca Kalani, et de nombreux titres. Le 17 novembre 2014 Willow sort un EP intitulé 3, cet EP contient donc 3 musiques : 8, 9 en collaboration avec SZA et le titre Flowers. En décembre 2014, elle fait une performance au Beats By Dre de Soho à New York en compagnie de son frère Jaden Smith.
ARDIPITHECUS est le nom de son premier album qui sort le 11 décembre 2015 sur les labels Roc Nation et Interscope Records. The 1st est le titre de son second opus qui sort le 31 octobre 2017, cette fois-ci sur le label Interscope Records.
En 2019, elle fait son coming out en tant que bisexuelle dans l'émission que sa mère Jada Pinkett Smith présente sur Facebook Watch, Red Table Talk. La même année, le 19 juillet, elle sort son premier album intitulé WILLOW incluant le titre U KNOW en featuring avec son frère Jaden.
A l’été 2021, elle devient l’égérie mondiale du nouveau parfum de Thierry Mugler « Alien Goddess » et sort son quatrième album solo Lately I Feel Everything qui contient le single Transparent Soul sur les labels Roc Nation et Polydor.

### Débuts dans l'écriture
En 2024, elle co écrit un roman avec Jess Hendel, Black Shield Maiden.

## Discographie

### Albums
| Année | Albums                                         |
| ----- | ---------------------------------------------- |
| 2015  | Ardipithecus                                   |
| 2017  | The 1st                                        |
| 2019  | Willow                                         |
| 2020  | The Anxiety (en collaboration avec Tyler Cole) |
| 2021  | Lately I Feel Everything                       |
| 2022  | <COPINGMECHANISM>                              |
| 2024  | Empathogen                                     |

### Singles
| Titre                              | Année | meilleur classement | meilleur classement | meilleur classement | meilleur classement | meilleur classement | meilleur classement | meilleur classement | meilleur classement | meilleur classement | meilleur classement | meilleur classement | Certifications                                             | Album        |
| Titre                              | Année | US                  | US R&B              | AUS                 | AUT                 | CAN                 | DAN                 | ALL                 | IRE                 | NZ                  | EN                  | FRA                 | Certifications                                             | Album        |
| ---------------------------------- | ----- | ------------------- | ------------------- | ------------------- | ------------------- | ------------------- | ------------------- | ------------------- | ------------------- | ------------------- | ------------------- | ------------------- | ---------------------------------------------------------- | ------------ |
| Whip My Hair                       | 2010  | 11                  | 5                   | 18                  | 69                  | 18                  | 9                   | 44                  | 11                  | 36                  | 2                   | —                   | - RIAA : Platine - ARIA : Platine - BPI : Argent - MC : Or | NC           |
| 21st Century Girl                  | 2011  | 99                  | —                   | —                   | —                   | —                   | —                   | —                   | 36                  | —                   | 91                  | —                   |                                                            | NC           |
| Fireball (featuring Nicki Minaj)   | 2011  | —                   | —                   | —                   | —                   | —                   | —                   | —                   | —                   | —                   | —                   | —                   |                                                            | NC           |
| I Am Me                            | 2012  | —                   | —                   | —                   | —                   | —                   | —                   | —                   | —                   | —                   | —                   | —                   |                                                            | NC           |
| Sugar and Spice                    | 2013  | —                   | —                   | —                   | —                   | —                   | —                   | —                   | —                   | —                   | —                   | —                   |                                                            | NC           |
| Drowning                           | 2013  | —                   | —                   | —                   | —                   | —                   | —                   | —                   | —                   | —                   | —                   | —                   |                                                            | NC           |
| 5 (featuring Jaden Smith)          | 2014  | —                   | —                   | —                   | —                   | —                   | —                   | —                   | —                   | —                   | —                   | —                   |                                                            | NC           |
| 8                                  | 2014  | —                   | —                   | —                   | —                   | —                   | —                   | —                   | —                   | —                   | —                   | —                   |                                                            | 3            |
| Easy Easy                          | 2014  | —                   | —                   | —                   | —                   | —                   | —                   | —                   | —                   | —                   | —                   | —                   |                                                            | NC           |
| Your Love V2                       | 2014  | —                   | —                   | —                   | —                   | —                   | —                   | —                   | —                   | —                   | —                   | —                   |                                                            | NC           |
| Female Energy                      | 2014  | —                   | —                   | —                   | —                   | —                   | —                   | —                   | —                   | —                   | —                   | —                   |                                                            | NC           |
| Cares                              | 2014  | —                   | —                   | —                   | —                   | —                   | —                   | —                   | —                   | —                   | —                   | —                   |                                                            | NC           |
| Woods                              | 2014  | —                   | —                   | —                   | —                   | —                   | —                   | —                   | —                   | —                   | —                   | —                   |                                                            | NC           |
| Wait a Minute!                     | 2015  | 5                   | —                   | 25                  | —                   | —                   | —                   | —                   | 75                  | 24                  | 21                  | 198                 |                                                            | Ardipithecus |
| Why don't you cry                  |       |                     |                     |                     |                     |                     |                     |                     |                     |                     |                     |                     |                                                            | Ardipithecus |
| Purge (featuring Siiickbrain)      | 2022  | —                   | —                   | —                   | —                   | —                   | —                   | —                   | —                   | —                   | —                   | —                   |                                                            |              |
| "—" le single ne s'est pas classé. |       |                     |                     |                     |                     |                     |                     |                     |                     |                     |                     |                     |                                                            |              |

### Singles en featuring
| Titre                                                         | Année | Album                           |
| ------------------------------------------------------------- | ----- | ------------------------------- |
| Find You Somewhere (Jaden Smith featuring AcE & Willow Smith) | 2012  | The Cool Cafe: Cool Tape Vol. 1 |
| Kite (Jaden Smith featuring Willow Smith)                     | 2013  | NC                              |
| Melancholy (Jaden Smith Featuring Willow Smith)               | 2014  | The Cool Cafe: Cool Tape Vol. 2 |

### Clips vidéo
| Année | Titre                                    | Directeur                  |
| ----- | ---------------------------------------- | -------------------------- |
| 2010  | Whip My Hair                             | Ray Kay                    |
| 2011  | 21st Century Girl                        | Rich Lee                   |
| 2011  | Fireball                                 | Hype Williams              |
| 2012  | Do It Like Me (Rockstar)                 | Willow Smith               |
| 2012  | I Am Me                                  | Mike Vargas                |
| 2013  | Summer Fling sous le nom Melodic Chaotic | Willow Smith & Mike Vargas |
| 2015  | f-q-c #7                                 | Willow Smith               |
| 2015  | Why Don't You Cry                        | Willow Smith & Mike Vargas |

 Il a participé à la soundtrack du film Spiderman into the spiderverse

## Filmographie

### Cinéma

#### Longs métrages
- 2007 : Je suis une légende : Marley Neville
- 2008 : Kit Kittredge: An American Girl : Countee Garby
- 2008 : Madagascar 2 : Gloria, jeune (voix)

### Télévision

#### Séries télévisées
- 2009 - 2010 : True Jackson : True Jackson jeune (2 épisodes)
- 2017 : Neo Yokio : Helenist (voix, 1 épisode)
- 2018 : Adventure Time avec Finn et Jake : Beth (voix, 1 épisode)

#### Téléfilm
- 2009 : Merry Madagascar : Abby (voix)

## Distinctions
Sauf indication contraire ou complémentaire, les informations mentionnées dans cette section proviennent de la base de données IMDb.

### Récompenses
- Young Artist Awards 2009 : meilleure performance par une jeune distribution dans un film pour Kit Kittredge: journaliste en herbe[27]
- 11e cérémonie des BET Awards 2011 : YougStars Award

### Nominations
- Young Artist Awards 2008 : meilleure performance par une jeune actrice dans un film pour Je suis une légende
- Annie Awards 2010 : meilleure performance vocale pour la télévision dans Merry Madagascar
- 10e cérémonie des BET Awards 2010 : YoungStard Award
- 11e cérémonie des BET Awards 2011 : Vidéo de l'année pour le clip Whip My Hair
- 12e cérémonie des BET Awards 2012 : YoungStars Award
- 16e cérémonie des BET Awards 2016 : YoungStars Award